# Jessica Tuck
Jessica Ines Tuck née le 19 février 1963 à New York est une actrice américaine. Elle est surtout connue pour ses rôles de Megan Gordon Harrison dans On ne vit qu'une fois et de Nan Flanagan dans True Blood.

## Biographie
Jessica Tuck est née à New York et est diplômée de l'université Yale et de l'université du Middlesex. Elle et son mari ont une fille, Samara, née le 24 mars 2003.

## Carrière
Elle a interprété Megan Gordon Harrison dans On ne vit qu'une fois de 1988 à 1992. Elle a repris le rôle en tant qu'esprit, en 1993, 1999 et 2004.
Elle a joué Nicole Brown Simpson dans The O.J. Simpson Story et a un rôle principal dans le film des sœurs Mary-Kate et Ashley Olsen, Billboard Dad. En 1992 elle a été nommée pour le Daytime Emmy Award de la meilleure actrice dans une série dramatique, pour son rôle dans On ne vit qu'une fois. En 1990 elle a été nommée pour le Soap Opera Digest Award de la révélation féminine pour le même rôle. Elle joue dans High School Musical 2, High School Musical 3 et La Fabulous Aventure de Sharpay en tant que Darby Evans, la mère de Ryan (Lucas Grabeel) et Sharpay (Ashley Tisdale). Elle apparait également dans la série True Blood, où elle incarne Nan Flanagan, une vampire, porte-parole de la Ligue américaine des vampires. Dans la quatrième saison de la série, elle est promue au rang d'actrice principale.

## Filmographie
- 1988 à 2004 : On ne vit qu'une fois - Megan Gordon Harrison (1988-1992, 1993, 1999, et 2004)
- 1989 : Who Shot Patakango? - Tish
- 1991 : A Woman Named Jackie - Lorraine Murrey (Minisérie)
- 1992 : Arabesque - Sally Wilson (1 épisode)
- 1992 : Un drôle de shérif - K.C. (1 épisode)
- 1993 : Loïs et Clark : Les Nouvelles Aventures de Superman - Toni Taylor (1 épisode)
- 1995 : Batman Forever - Présentatrice
- 1995 : The George Wendt Show - HS (1 épisode)
- 1995 : The O.J. Simpson Story - Nicole Brown Simpson
- 1995 : Seinfeld - Bonnie (1 épisode)
- 1995 : Fortune Hunter - Tricia Chamberlain (1 épisode)
- 1995 : Murder One - Laura Crimmins (7 épisodes) [1995-96]
- 1996 : La Charge des tuniques bleues - Kate (3 épisodes, 1996)
- 1996 : New York Police d'État - Farrell McLeary (1 épisode)
- 1996 : Wing Commander IV : Le Prix de la liberté - Dr Brody (VG)
- 1997 : Profit - Carol McKenna (1 épisode)
- 1997 : Le Visiteur (The Visitor) - Lawson (1 épisode)
- 1997 : L'Avocat du démon (The Advocate's Devil) - Jennifer Dawling
- 1997 : La Vie à cinq - Lori (1 épisode)
- 1997 : Life's Work - Diane Webster
- 1998 : Billboard Dad - Brooke Anders
- 1998 : Trois hommes sur le green (The Secret Lives of Men) - N/A (1 épisode)
- 1998 : Sunset Beach - Diane Wood (15 épisodes, 1998)
- 1998 : The Brave Little Toaster Goes to Mars - Chris
- 1998 : Une nounou d'enfer - Remplaçante de C. C. Babcock (1 épisode)
- 1998 : Orage sur la tour de contrôle - LaVaughn
- 1998 : The Garbage Picking Field Goal Kicking Philadelphia Phenomenon (en) de Tim Kelleher - Marie Gorman
- 1998 : Urgences - Dr Hemmings (1 épisode)
- 1999 : Amy - Gillian Gray (138 épisodes) [1999-05]
- 1999 : Partners - Lucy
- 1999 : Millennium - Alice Severin (1 épisode)
- 1999 : Cupid - Joanne (1 épisode)
- 1999 : Angels, Baby! - Lori
- 2000 : Au-delà du réel : L'aventure continue - Linda Andrews (1 épisode)
- 2001 : The Want - Jill
- 2002 : Another Life - Femme
- 2002 : Secretary - Tricia O'Connor
- 2004 : La Vie avant tout - Rachel (1 épisode)
- 2005 : Everwood - Bonnie (1 épisode)
- 2005 : Surface - Sylvia Barnett (1 épisode)
- 2005 : Mrs. Harris - Femme #1
- 2006 : Esprits criminels - Dr Sarah Harris (1 épisode)
- 2006 : Grey's Anatomy - Mère de Shannon (1 épisode)
- 2006 : Les Experts - Sally West (1 épisode)
- 2006 : Dernier Recours - Greta (1 épisode)
- 2006 : A Decent Proposal - Tia McLealand
- 2007 : Saving Grace - Paige Hanadarko (7 épisodes) [2007-10]
- 2007 : October Road - Caroline Garrett (1 épisode)
- 2007 : Boston Justice - Attorney Sheila Zale (1 épisode)
- 2007 : On the Doll - N/A
- 2007 : High School Musical 2 - Darby Evans
- 2007 : The Last Day of Summer - Mary Malloy
- 2007 : Wild Hogs - Mère de famille
- 2008 : High School Musical 3 : Nos années lycée - Darby Evans
- 2008 : In Focus: Shedding Light on Vampires in America - Nan Flanagan
- 2008 : Leçons sur le mariage - Mme Westlin (1 épisode)
- 2008 : True Blood - Nan Flanagan (8 épisodes) [2008-11]
- 2009 : Cold Case : Affaires classées - Charlotte Butler (2 épisodes)
- 2009 : Droit de passage - Elaine
- 2009 : Ghost Whisperer - Marlene Hathaway (1 épisode)
- 2009 : Big Love - N/A  (1 épisode)
- 2009 : Flashforward - Agent Levy (2 épisodes) [2009-10]
- 2010 : Des jours et des vies - Madeline Peterson Woods  (23 épisodes)
- 2010 : Lie to Me - Députée Warden Lamb (1 épisode, 2010)
- 2010 : US Marshals : Protection de témoins - Cindy Anderson (1 épisode)
- 2010 : Public Relations - Stella
- 2010 : Rex Is Not Your Lawyer - Senator Elizabeth Craig (1 épisode)
- 2010 : Twentysixmiles - Keri Kincaid  (6 épisodes)
- 2010 : Men of a Certain Age - Bonnie
- 2011 : Super 8 - Mère de Charles
- 2011 : La Fabulous Aventure de Sharpay - Darby Evans (Post-Pro)
- 2011 : Castle - Joy McHugh (1 épisode)
- 2012 : Body of Proof - Alexandra Loeb  (épisode 2 saison 2)
- 2012 : Grimm - Catherine Schade (3 épisodes)
- 2012 : La Liste du Père Noël (Naughty or Nice) (TV) - Debbie O'Brien
- 2013 : Switched - Merkie (1 épisode)
- 2013 : Bad Samaritans - Mrs. Parker (1 épisode)
- 2013 : Revenge - Allison Stoddard (2 épisodes)
- 2013 : Rizzoli & Isles - Dr Victoria Nolan (1 épisode)
- 2013-2014 : Twisted - Gloria Crane (4 épisodes)
- 2014 : Drop Dead Diva - Kathy Jenkins (2 épisodes)
- 2013-2014 : Hart of Dixie - Dorrie Thibodaux (2 épisodes)
- 2014 : Scandal - Sénatrice Stephanie Vaughn (1 épisode)
- 2014 : Scorpion - Rebecca (l'ex-femme de Cabe Gallo)
- 2015 : The Whispers - Première Dame Hailey Winters
- 2015 : NCIS : Nouvelle-Orléans : Sheila Fontaine (saison 2, épisode 9)
- 2022 : New York, police judiciaire : Clara Newhall (saison 21, épisode 4)
- 2024 : New York, unité spéciale : Lilian Andrews (saison 26, épisode 2)

## Voix françaises
En France, Gaëlle Savary et Véronique Augereau sont les voix françaises régulières en alternance de Jessica Tuck. Martine Irzenski l'a également doublée à quatre reprises.
En France
| - Gaëlle Savary dans : - Amy (série télévisée) - Saving Grace (série télévisée, 1re voix) - Mariage sans amour (téléfilm) - Lie to Me (série télévisée) - Bones (série télévisée) - Switched (série télévisée) - Rizzoli and Isles (série télévisée) - Drop Dead Diva (série télévisée) - NCIS : Nouvelle-Orléans (série télévisée) - L'Arme fatale (série télévisée) - Véronique Augereau dans : - Big Love (série télévisée) - Saving Grace (série télévisée, 2de voix) - Flashforward (série télévisée) - US Marshals : Protection de témoins (série télévisée) - The Defenders (série télévisée) - Criminal Minds: Suspect Behavior (série télévisée) - La Liste du Père Noël (téléfilm) - Stalker (série télévisée) - Martine Irzenski dans : - Un drôle de shérif (série télévisée) - High School Musical 2 - High School Musical 3 : Nos années lycée - La Fabulous Aventure de Sharpay (téléfilm) | - Juliette Degenne dans (les séries télévisées) : - Murder One - Hand of God - Monique Nevers dans (les séries télévisées) : - Revenge - Suits : Avocats sur mesure et aussi - Céline Monsarrat dans Brisco County (série télévisée) - Virginie Ledieu dans Esprits criminels (série télévisée) - Emmanuelle Bondeville dans True Blood (série télévisée) - Véronique Borgias dans Super 8 - Rachel Ruello dans The Whispers (série télévisée) - Dominique Lelong dans Les Experts : Cyber (série télévisée) - Sylvie Ferrari dans Diagnostic Délicieux |